# Chris Beyrer
Chris Beyrer (Berna, 1959) es un médico estadounidense nacido en Suiza, especializado en epidemiología y líder de la lucha contra el VIH/sida en Estados Unidos. Fue presidente de la Sociedad Internacional de SIDA de 2014 a 2016.

## Biografía
Se licenció en medicina en la Universidad Johns Hopkins en 1988 y aquí obtuvo su especialización en epidemiología en 1991.

## Carrera
En 1992 se fue a Tailandia donde trabajó en la prevención de la infección por VIH y su tratamiento hasta 1997. Ese año regresó a la Universidad Johns Hopkins y trabaja allí desde entonces.
En 2012 la Universidad de Chiang Mai le otorgó el doctorado honoris causa por sus 20 años de servicio y especialmente por el prestado a Tailandia.
En 2014 fue elegido presidente de la Sociedad Internacional de SIDA. Este nombramiento le permitió ser nombrado miembro de la Academia Nacional de Ciencias de Estados Unidos.